# Џоре Држић
Џоре Држић (Дубровник, 6. фебруар 1461 — Дубровник, 26. септембар 1501) био је ренесансни песник из Дубровачке републике. У србистици се третира као српски писац и припадник српске и хрватске књижевне баштине. Уз Шишка Манчетића, најпотпунији је представник петраркиста.

## Животопис
Џоре Држић потиче из грађанске дубровачке породице Држић, која је пореклом из Котора. Син је Николе (грађанина који је рано умро) и Николице рођ. Водопић. Џоро је и стриц драматурга Марина Држића. Савременик је дубровачког песника Шишка Менчетића, у чију кћерку је био несрећно заљубљен. Након завршене хуманистичке школе у Дубровнику, одлази у Италију, где стиче докторат световног и духовног права. Примио је свештенички чин 1487. године и постао управитељ двеју цркви, заузевши тако место које је традиционално припадало његовој породици. Познати хуманиста Ђурађ Драгишић помиње га у свом спису О природи анђела (из 1499. године) као учесника у ученим дискусијама вођеним на латинском језику у дубровачкој Катедрали, и истиче га као једног од најбољих беседника, што указује на његово велико образовање, које се уочава и у његовим стиховима.

## Књижевни рад
Врло дуго се сматрало да је Држићева поезија у целини очувана у Рањинином зборнику, па му је приписиван веома велики број врло разноликих песама. Откриће тзв. даблинског рукописа 1963. године показало је да многе од тих песама нису плод његовог пера, али и открило низ дотле непознатих његових дела. Карактеристичан је већ његов наслов: Џорете Држића пјесни ке створи докле кроз љубав бјеснјеше. У њему се налази укупно 96 песничких састава, од којих је један прва световна драма на нашем народном језику, еклога Радмио и Љубмир.

### Љубавна поезија
Највећи део Држићевог опуса заузима љубавна поезија која је по многим својим елементима блиска тзв. бембистичкој струји петраркизма. У њој много ређе сусрећемо жену, а много више простора посвећено је лирском субјекту, баш као и код Петрарке и „чистих“ петраркиста. То показују већ акростиси, у којима се код Држића не појављују женска имена, већ његово, или пак уздаси. Тон његових песама углавном је елегичан и меланхоличан, често је рефлексивност њихова одлика. Веома велику пажњу посвећује стилу и композицији. Поред уобичајеног двоструко римованог дванаестерца, писао је и ове стихове са троструком римом, као и стихове других метара. Осим тога, акростисима и рефренима организовао је стихове у различите строфичне облике, као у песми Рањеном срцу тражим лијека, у којој развија уобичајену петраркистичку досетку о срцу које напушта љубавника када угледа драгу, али та кончетистичка метафора умирања због љубави добија ново значење захваљујући изузетно успелом рефрену који баналној љубавној жалопојки даје ново значење фине интроспекције лирског субјекта: Грем си, грем, гдигодир мисал ми позађе, / једа се гди ки мир мом срцу обнађе. У песми Све се сад измијенило… Држић идеју о пролазности времена разрешава сетном елегичном рефлексијом о трпљењу удараца времена и прилагођавању његовим променама, што ће неколико деценија касније на сасвим другачији начин развијати његов синовац Марин Држић у монолозима Помета у комедији Дундо Мароје. Песма Када бих најволио умријети припада циклусу остварене љубави и врло добро приказује карактер ове поезије: у тренутку највеће радости он размишља о најбољем тренутку за смрт и налази да је то у часу када је најлипше живити. И она је структурирана у изразито артиситичком маниру кроз дугачак низ антитеза.
Веома је специфинчна песма Посланица Сладоју: компонована је тако да уводни и закључни део песме чини епистоларно обраћање Сладоју, данас непознатом песнику комичне поезије (а можда и измишљеном), од којег Држић тражи стихове који ће му пружити утеху, дајући изванредну сажету дефиницију функције комике речима смих извидни. У њу је инкорпорирана права љубавна песма у којој, иако није лишена петраркистичких обрта, ипак доминира низ реалистичних елемената: свој бол пореди с боравком у Стону, заљубио се у сељанку коју описује као високу и танку, румену и билу, она гре с богомоље, и то тиха ступаја, за њом губи памет и најстарији кмет и сл. Другим речима, љубавна песма битно је обележена тиме што је инкорпорирана у посланицу јер је само тај жанр — који је у ренесансној поетици најмање био одређен строгим нормама — могао да омогући песнику да опева другачији, сасвим атипичан доживљај љубави. Реалистичност, једноставна животност ситуације, потпуна атипичност објекта љубави, као и атмосфере у којој се она остварује, подстакли су Држића да овај мотив опева у сасвим другачијем жанру и тако створи псеудо-посланицу.

### ЕклогаРадмио и Љубмир
Еклога Радмио и Љубмир најстарија је световна драма на народном језику и представља кратак дијалог (316 двоструко римованих дванаестераца) два пастира. Он се води око љубави и њихов однос је традиционалан у историји пасторалне литературе: Радмио је разуман пастир који заступа принцип рационалности, Љубмир је заљубљен и заступа принцип свемоћи љубави, пред којом њему иначе прихватљив рационализам мора да се повуче. Битна карактеристика ове драме јесте наглашена реалистичност, и то не само у репликама трезвеног пастира Радмила, већ и у речима заљубљеног Љубмира. На тај начин Џоре Држић је наговестио многе битне елементе потоњег дубровачког драмског стваралаштва свих врста. При самом крају дела писац се поистоветио с ликом заљубљеног пастира Љубмира ствавивши му у уста речи да је ускоро Ђурђевдан, моје крсно име

### Оцена
Лирика Џоре Држића, по речима Светозара Петровића, данас делује као фина и дотерана, понекад помало анемична и од конвенција болесна, али чешће сугестивно натопљена живом мада дискретном сензуалношћу и неком благом мудрошћу. Многе његове песме могу се схватити као замеци појединих књижевних жанрова дубровачке поезије тога доба. Реч је о песнику широког образовања и широких видика.

### Важнија издања
- Pjesme Šiška Menčetića i Džore Držića i ostale pjesme Ranjinina zbornika (priredio Milan Rešetar), JAZU, Stari pisci hrvatski, knj. 2, 2. izdanje, Zagreb, 1937.
- Džore Držić, Pjesni ljuvene (priredio i osvrt napisao Josip Hamm), JAZU, Stari pisci hrvatski, knj. 33, Zagreb, 1965.

### Важнија литература
- Svetozar Petrović, Novi lik Džore Držića, Umjetnost riječi, XI, 1967. pp. 93–121.
- Joanna Rapacka, "Radmio i Ljubmir" Džore Držića u kontekstu pastoralne poezije druge pole 15. stoljeća, Umjetnost riječi, XXVII, 1983. pp. 27–55.
- Edward Dennis Goy, Love and Death in the Poetry of Šiško Menčetić and Džore Držić, Beograd, 2001.
- Tomislav Bogdan, Lica ljubavi. Status lirskog subjekta u kanconijeru Džore Držića, Zagreb, 2003.